# Armenia Balducci
Armenia Balducci (* 13. März 1933 in Rom; † 29. Juli 2022 ebenda) war eine italienische Schauspielerin, Drehbuchautorin und Filmregisseurin.

## Leben
Balducci war zur Miss Testaccio gewählt worden hatte bereits früh eine kurze Karriere als Schauspielerin, wobei sie kultivierte und feine Darstellungen unter dem Pseudonym Bella Visconti lieferte, die von 1953 an drei Jahre und sechs Filme dauerte; nur 1970 kehrte sie für einen Auftritt in Sacco e Vanzetti vor die Kameras zurück. Daneben spielte sie Theater; sie war politisch (zusammen mit ihrem langjährigen Lebensgefährten Gian Maria Volontè) in verschiedenen linken Parteien aktiv und war zweimal Schnittsekretärin bei Elio Petri. 1978 und 1980 drehte sie zwei Filme als Regisseurin, die kritische bzw. satirische Blicke auf das Bürgertum und ihre polizeilichen Vertreter warfen, finanziell jedoch Flops darstellten. Von 1986 bis 1993 und erneut 2002 war sie als Drehbuchautorin von Filmen Giuseppe Ferraras tätig. Im gleichen Jahr hatte ihr Film, der auf digitalem Material gedrehte La rivincita, beim Tierra di Siena Film Festival Premiere.

## Filmografie (Auswahl)
Darstellerin
- 1954: Kanaille von Catania (L’arte di arrangiarsi)
- 1956: Das fröhliche Urlaubshotel (Tempo di villeggiatura)
- 1971: Sacco und Vanzetti (Sacco e Vanzetti)

Regisseurin
- 1978: Amo non amo
- 1980: Stark System

Drehbuch
- 1986: Die Affäre Aldo Moro (Il caso Moro)
- 1993: Giovanni Falcone – Im Netz der Mafia (Giovanni Falcone)